# Kim Yoon-hye
Kim Yoon-hye (hangul: 김윤혜; hanja: 金允慧; rr: Gim Yun-hye; MR: Kim Yunhye; Seul, 24 de maio de 1991) é uma atriz sul-coreana.

## Carreira
Ficou conhecida após aparecer como modelo na capa da revista Vogue coreana e desfilar para a MTV Sudeste da Ásia em 2005. Ela utilizava o nome artístico Woori (우리), que significa "nós" em coreano. Mas, em 2012, ela começou a usar o seu nome real, Kim Yoon-hye, durante a divulgação do filme Ghost Sweepers. Kim estrelou Heartstrings, I Need a Fairy  e Flower Boys Next Door. Em 2013, protagonizou o filme Steel Cold Winter.

## Filmografia
| Ano  | Título                | Papel          |
| ---- | --------------------- | -------------- |
| 2010 | My Mom! Super Mom!    | Kang Eun-gi    |
| 2011 | Detectives in Trouble | Shin Dong-jin  |
| 2011 | Heartstrings          | Han Hee-joo    |
| 2012 | I Need a Fairy        | Cha Na Ra      |
| 2013 | Flower Boys Next Door | Yoon Seo-young |
| 2013 | Who Are You?          | Im Jeong Eun   |
| 2016 | The Vampire Detective | Jung Yoo-Jin   |
| 2017 | My Sassy Girl         | Jung Da-yeon   |
| 2018 | The Third Charm       | Min Se-eun     |
| 2020 | 18 Again              | Kwon Yu-mi     |
| 2021 | Vincenzo              | Seo Mi-ri      |
| 2021 | Friendly Police       | Arin           |
| 2022 | Shooting Stars        | Park Ho-young  |

| Ano  | Título                       | Papel                |
| ---- | ---------------------------- | -------------------- |
| 2007 | My Son                       | Namorada do Joon-suk |
| 2012 | Ghost Sweepers               | Seung-hee            |
| 2013 | Steel Cold Winter            | Hae Won              |
| 2015 | The Advocate: A Missing Body | Han Min-jeong        |
| 2017 | Because I Love You           | Kim Mal-hee          |
| 2019 | Private Woman                |                      |
| 2022 | The Scene                    | Si-young             |

| Ano  | Título           | Papel      |
| ---- | ---------------- | ---------- |
| 2021 | Mojito:The Magic | Seo Ye-ji  |
| 2024 | Goodbye Earth    | Kang In-ah |

| Ano  | Título                              |
| ---- | ----------------------------------- |
| 2006 | Don't Go, My Love por Lim Jeong-hee |
| 2006 | Sayonara por Lee Seung-chul         |
| 2007 | This is Me por SAT                  |
| 2009 | In a Pallid State por Gavy NJ       |
| 2010 | Bad Guy Good Girl por Sunny Side    |
| 2010 | Women...Know por Ab Avenue          |
| 2011 | Echo por Kim Tae-woo                |
| 2015 | Let's Not Fall in Love de Big Bang  |

| Ano  | Título                      |
| ---- | --------------------------- |
| 2010 | Hit the Ball! Home Run King |
| 2013 | Mamma Mia                   |

| Ano  | Título             | Notas                       |
| ---- | ------------------ | --------------------------- |
| 2013 | MelOn Music Awards | Performance com a banda EXO |